# Maratonci (dokumentarni film)
Maratonci je hrvatski dokumentarni film redateljice i suscenaristice Biljane Čakić. Prikazuje posljedice koje su imala trojica sudionika Domovinskoga rata, različitih nacionalnosti. PTSP su ta trojica ratnih veterana trčanjem i podrškom obitelji i liječnika nadvladali. Sa svojom ekipom zajedno trče najdužu utrku u Europi, 227 kilometara, od Vukovara do Srebrenice.